# Daewoo FX212 Super Cruiser
Daewoo FX212 Super Cruiser (хангыль: 대우 FX212 슈퍼 크루저) (с 2017 года Daewoo FX212 Super Star (хангыль: 대우 FX212 슈퍼 스타)) — туристический автобус, выпускаемый южнокорейской компанией Daewoo с 2007 года.

## История
Автобус Daewoo FX212 Super Cruiser был представлен в 2007 году, как часть семейства FX. Модель собирается в Ульсане.
Эмблема Daewoo находится сзади, так что автобус можно отличить надписью FX212. Конкуренты модели — Hyundai Universe и Kia Granbird.